# Luckenbach (Kocher)
Der Luckenbach ist ein Bach im Landkreis Schwäbisch Hall im nordöstlichen Baden-Württemberg von nicht ganz drei Kilometern Länge, der beim Weiler Tullau der Gemeinde Rosengarten wenig südlich der Kreisstadt von links und Westnordwesten in den Kocher mündet. Der Bach gab dem von ihm durchflossenen Luckenbachsee am südwestlichen Siedlungsrand von Schwäbisch Hall seinen Namen, sein unteres Tal ist die Eselsklinge.

## Geographie

### Verlauf
Der Luckenbach entsteht im südlichen Teil des Schwäbisch Haller Industriegebiets Stadtheide neben der dieses erschließenden Kolpingstraße auf etwa 377 m ü. NN zwischen Industriebauten. 
Er läuft anfangs östlich in flacher Mulde zwischen zwei die Straße begleitenden Gehwegen, teils von angepflanztem Gebüsch und Bäumen gesäumt und in einem zur passenden Jahreszeit von blühenden Schwertlilien gesäumten Bett, das sommers trockenfallen kann. Nach wenigen hundert Metern kehrt sich die Straße von ihm ab, er zieht in einem Schwenk in ostsüdöstliche Richtung erst weiterhin zwischen Gewerbebauten, dann zwischen Ackerflächen und unterquert die Gaildorfer Straße (B 19).
Jenseits der Straße wird der sich nun erstmals in kleine Schlingen legende Lauf von alten und hohen Bäumen gesäumt. Bald durchfließt er den Luckenbachsee, über dessen Damm die L 1055 aus der Haller Stadtmitte zur nahen B 19 zieht. In inzwischen merklicher Mulde zieht er an mehreren Sportplätzen am linken oberen Hang vorbei und erreicht in weiter ostsüdöstlichen Lauf den Beginn der bewaldete Eselsklinge, wo er nun über Kalkbänke hinabstürzt. An seine linke Seite tritt ein lehmiger Trampelpfad, der ihn bis zur Mündung begleitet. Die Stürze werden bald höher, am ersten größeren mündet von rechts der Eselbach (!) in zuletzt ebenfalls felsigem Bett.
Etwa im mittleren Teil der Eselsklinge fließt der deutlich größere Geißklingenbach wiederum von rechts zu, der westlich von Rosengarten-Raibach entsteht, zunächst in flachem Lauf auf der Hochebene zieht, aber dann auf dem Grund der ähnlich langen und steilen Geißklinge läuft. Wenig talab hiervon mündet aus der Richtung des Haller Wohngebiets Tullauer Höhe her zuletzt von links eine weitere, viel kürzere und entsprechend steilere Seitenklinge mit einem Rinnsal zu.
Dahinter setzen bald die großen Abstürze aus und das Bett des Luckenbachs wird merklich flacher. Nach dem Klingenende unterquert er die Straße von Schwäbisch Hall-Steinbach nach Rosengarten-Tullau und mündet dann auf der anderen Seite von ihr von links und Westnordwesten auf 285,7 m ü. NHN in den ihm in einer Schlinge entgegenkommenden Kocher, weniger als zweihundert Meter nach dem unteren Ortsrand von Rosengarten-Tullau. Etwa ebenso weit unterhalb spannt sich das Viadukt der Bahnstrecke Crailsheim–Heilbronn übers Flusstal. Noch weiter kocherabwärts beginnt der Haller Stadtteil Steinbach mit dem Damm des Tullauer Stausees, dessen Rückstau sich durch verlangsamte Fließgeschwindigkeit an der Mündung anzeigt.
Der Luckenbach mündet nach einem 2,8 km langen Lauf mit mittlerem Sohlgefälle von etwa 33 ‰ rund 91 Höhenmeter unterhalb seines Ursprungs in der Stadtheide.

### Einzugsgebiet
Der Luckenbach hat ein 3,6 km² großes Einzugsgebiet, das naturräumlich gesehen Teil des Unterraums Haller Bucht mit Rosengarten der Hohenloher und Haller Ebene ist. In längster Erstreckung von der Mündung auf etwa 286 m ü. NN bis ungefähr zum Abzweig des Rinnener Sträßles nach Michelfeld-Rinnen von der B 14 am Nordrand des Haller Industriegebietes Stadtheide auf etwa 382 m ü. NHN – in diesem flachen Bereich liegt auch der höchste Punkt des Einzugsgebietes – misst es etwa 3,4 km, quer dazu an der breitesten Stelle etwa 1,6 km.
Im Nordwesten grenzt das Einzugsgebiet des oberen Heimbachs an, der ebenfalls nach Osten zum Kocher fließt. Weiter östlich an der nördlichen Wasserscheide schieben sich die heute sämtlich verdolten kurzen Gerinne dazwischen, die durch die Haller Bahnhofsbucht zu diesem laufen. Jenseits der östlichen Wasserscheide konkurriert nah der Kocher selbst. Im Süden läuft der Tullauer Rittersbach ebenfalls östlich zum Kocher in Tullau; dieser nutzt im Unterlauf eine alte westliche Kochertalschleife als Tal, die der Geißklinge auf einem Stück so nahe kommt, dass die Wasserscheide hier fast zum Grat wird. An der Westseite des Bereichs, den der Luckenbach entwässert, laufen der Bibersfelder Kressenbach, der Brückbach und der Michelfelder Riedgraben westwärts zur Bibers.
Die bewaldeten Schluchten Eselsklinge des Luckenbachs (!) und Geißklinge des diesem zulaufenden Geißklingenbachs im Südosten des Einzugsgebietes umfassen rund 5 % der Gesamtfläche des Einzugsgebietes. Die restliche Fläche, meist über 360 m ü. NHN gelegen, teilt sich in drei etwa gleich große Anteile, nämlich in Siedlungs- und Gewerbefläche vor allem im Norden, wo sich die wachsende Kreisstadt Hall auf der Hochebene immer noch weiter südwärts ausbreitet, in Ackerflächen vor allem in seinem zentralen Bereich vor den Klingen und in Grünland, das die Klingen und die Siedlungsränder von Schwäbisch Hall wie des kleinen Weilers Raibach im Süden säumt, auch am Westrand im Bereich der Heide merkliche Flächen bedeckt und die Talmulden bis zum Eintritt der Bäche in die Waldklingen ausfüllt.

### Zuflüsse und Seen
Liste der Zuflüsse und  Seen von der Quelle zur Mündung. Gewässerlänge, Seefläche, Einzugsgebiet und Höhe nach den entsprechenden Layern auf der Onlinekarte der LUBW. Andere Quellen für die Angaben sind vermerkt.
Ursprung des Luckenbachs im südlichen Schwäbisch Haller Industriegebiet Stadtheide neben der Kolpingstraße auf etwa 377 m ü. NHN. Der Bach, im Oberlauf zuweilen trocken, läuft anfangs östlich und wendet sich noch in der Stadtheide vor der Unterquerung der B 19 auf danach beständig ostsüdöstlichen bis südöstlichen Lauf.
- Durchfließt auf etwa 362 m ü. NHN den Luckenbachsee, 0,3 ha. Über den Seedamm läuft die L 1055 aus der Haller Innenstadt zur nahen B 19.
- Eselbach, am Unterlauf Grundbach, von rechts auf rund 338 m ü. NHN schon im Bereich der Eselsklinge, 0,6 km und ca. 0,2 km². Entsteht auf etwa 367 m ü. NHN nahe der B 19, läuft anfangs als Feldweggraben und dann durch am Gewann Grund durch einen Klingenabschnitt.
- Geißklingenbach, von rechts auf wenig unter 310 m ü. NHN südwestlich des Haller Wohngebiets Tullauer Höhe in der mittleren Eselsklinge, ca. 2,4 km[LUBW 7] und ca. 1,6 km². Entsteht nordwestlich von Rosengarten-Raibach in den Herbstäckern auf etwa 367 m ü. NHN nahe an einer versumpften Gipskeuperdoline.
  -  Etwa 300 m weiter westlich liegt noch im Einzugsgebiet in einem aufgelassenen Gipsbruch auf unter 370 m ü. NHN der Heidsee, 0,7 ha.
- (Klingenzulauf), von links und Norden auf etwa 303 m ü. NHN etwa 100 m weiter talwärts, Klingenlänge ca. 0,2 km[LUBW 8] und ca. 0,4 km². Die obere gewässerlose Talmulde entsteht westlich des früheren Weilers Hagenbach (im Haller Wohngebiet um den Hagenbacher Ring aufgegangen), der offene Bach läuft zuletzt in einer bewaldeten Seitenklinge über Felsabstürze zu und fällt auch sommers nicht durchweg trocken.

Mündung des Luckenbachs von links und Nordwesten auf 285,7 m ü. NHN zwischen Rosengarten-Tullau und dem Tullauer Viadukt der Bahnstrecke Crailsheim–Heilbronn in die dortige Nordwestschlinge des mittleren Kochers. Der Bach ist 2,8 km lang und hat ein 3,6 km² großes Einzugsgebiet.

### Ortschaften
Der Bach entsteht im südlichen Schwäbisch Haller Industriegebiet Stadtheide. Bald nach Klingeneintritt ist er Grenzgewässer der Stadt zur Gemeinde Rosengarten am rechten, südwestlichen Ufer. Unterster Klingenabschnitt und Mündung liegen ganz auf Rosengartener Gemarkung, dort liegt jenseits der Gemeindegrenze wenig entfernt von der linken oberen Hangschulter das Haller Wohngebiet Tullauer Höhe, speziell dessen Südteil um den Hagenbacher Ring, während jenseits des rechten Mündungssporns Burberg der Weiler Tullau nur wenig weiter entfernt in einem weiten Nachbartal liegt, beide sind vom Grund der Geißklinge aus nicht sichtbar.

## Geologie
Das Einzugsgebiet liegt in der südsüdwestlich an Stadt Schwäbisch Hall anschließenden Kocherbucht, die sich südwestlich ins Keuperbergland hinein fortsetzt bis in die Gegend von Westheim. Hier fällt eine fast ebene Ackerbaulandschaft durchwegs flach zur Bibers im Westen und zuletzt abrupt und steil zum Kocher im Osten ab, weswegen die wenigen wie der Luckenbach ostwärts laufenden Bäche auch steile, felsige Klingen in den Kochertalabhang gegraben haben.
Der Luckenbach entsteht in der Lettenkeuper-Auflage (Erfurt-Formation) der Kocherbucht. Unterhalb des Luckenbachsees erreicht er etwa im Bereich seines Klingeneintritts den Oberen Muschelkalk, in dem er seine steile Klinge ausbildet und in dem er auch mündet. Sein großer Zufluss Geißklingenbach entsteht am Rande einer in mesozoischer Ablagerungsfolge noch über dem Lettenkeuper liegende Gipskeuper-Zunge (Grabfeld-Formation), die sich südwärts vom Haller Streifleswald auf dem flachen Hügelrücken am Rande des Einzugsgebietes zwischen Kocher und Bibers im Westen bis in die Gegend des Heidsees nach Süden zieht, eines Weihers in der Grube eines früheren Gipsbruchs. Nordöstlich von Raibach liegt dem Lettenkeuper noch eine quartärzeitliche Lösssedimentinsel auf, andere Schichten kommen im Einzugsbereich nicht vor.

## Schutzgebiete
Fast die ganze Esels- und Geißklinge gehören dem Naturschutzgebiet „Kochertal zwischen Westheim und Steinbach …“ an. Um diese Geländeeinschnitte legt sich das Landschaftsschutzgebiet „Kochertal zwischen Westheim und Steinbach mit Seitenklingen und Randgebieten“, das in Spitzen im Westen bis an die Trasse der B 19 reicht und im Nordosten einen Grünlandstreifen zwischen dem Haller Wohngebiet Tullauer Höhe und dem Eselsklingenrand vor weiterer Bebauung schützt. Der Steinbruchweiher Heidsee am Westrand des Einzugsgebietes über dem Geißklingen-Oberlauf mit seinem nahen Umring ist flächenhaftes Naturdenkmal, ein Stieleiche wenig westlich des Luckenbach-Ursprungs mitten im Industriegebiet Einzelnaturdenkmal. Der Rosengartener Flächenanteil, etwa die südliche Hälfte des Einzugsgebietes, gehört zum Naturpark Schwäbisch-Fränkischer Wald.

## Wanderpfad
Dem Bach folgt schon kurz nach seinem Klingeneintritt dicht auf der linken Seite ein unbezeichneter, lehmiger und felsiger und zuweilen von umgestürzten Bäumen versperrter Trampelpfad bis zur Straße Tullau–Steinbach, der etwas unscheinbar an einem kleinen südöstlichen Wieseneck in den einsetzenden Klingenwald beginnt. Die Begehung erfordert gutes Schuhwerk und Trittsicherheit. Am Zufluss des Geißklingenbachs ist der Weg mit den Jahren an einem steilen Lehmhang so sehr abgerutscht, dass die Passage inzwischen nicht nur bei Regen- und Winterwetter und nicht nur in abwärtiger Richtung gefährlich ist. Der Pfad hat am oberen Klingenende Anschluss an Feldwege vom Luckenbacher See und etwas über dem linken Klingenrand entlang von der Tullauer Höhe her. Am Talausgang trifft er auf einen bezeichneten Wanderweg, der von Michelbach an der Bilz über das Kochertal, Tullau und kurz über die befahrene Talstraße führt und dann noch vor dem Viadukt auf einem Steigenpfad zur Tullauer Höhe aufwärts und zuletzt in die Stadtmitte von Schwäbisch Hall hinab führt.

### LUBW
Amtliche Online-Gewässerkarte mit passendem Ausschnitt und den hier benutzten Layern: Lauf und Einzugsgebiet des Luckenbachs

Allgemeiner Einstieg ohne Voreinstellungen und Layer: Daten- und Kartendienst der Landesanstalt für Umwelt Baden-Württemberg (LUBW) (Hinweise)
1. 1 2 3  Höhe nach dem Höhenlinienbild auf dem Hintergrundlayer Topographische Karte.
2. 1 2  Höhe nach grauer Beschriftung auf dem Hintergrundlayer Topographische Karte.
3. 1 2  Länge nach dem Layer Gewässernetz (AWGN).
4. 1 2  Einzugsgebiet nach dem Layer Basiseinzugsgebiet (AWGN).
5. ↑  Seefläche nach dem Layer Stehende Gewässer.
6. ↑  Einzugsgebiet abgemessen auf dem Hintergrundlayer Topographische Karte.
7. ↑  Länge nach dem Layer Gewässernetz (AWGN), ergänzt um ein kleines, auf der Gewässerkarte nicht berücksichtigtes Anfangsstück, das auf dem Hintergrundlayer Topographische Karte abgemessen wurde.
8. ↑  Länge abgemessen auf dem Hintergrundlayer Topographische Karte.
9. ↑  Schutzgebiete nach den einschlägigen Layern, Natur teilweise nach dem Layer Biotop.

### Andere Belege
1. ↑  Wolf-Dieter Sick: Geographische Landesaufnahme: Die naturräumlichen Einheiten auf Blatt 162 Rothenburg o. d. Tauber. Bundesanstalt für Landeskunde, Bad Godesberg 1962. → Online-Karte (PDF; 4,7 MB)
2. ↑  Geologie nach den Layern zu Geologische Karte 1:50.000 auf: Mapserver des Landesamtes für Geologie, Rohstoffe und Bergbau (LGRB) (Hinweise)